# Lindsaea boryana
Lindsaea boryana là một loài thực vật có mạch trong họ Dennstaedtiaceae. Loài này được (C. Presl) Brause miêu tả khoa học đầu tiên năm 1920.